# Parafia św. Józefa Oblubieńca Najświętszej Maryi Panny we Franciszkowie
Parafia św. Józefa Oblubieńca Najświętszej Maryi Panny we Franciszkowie – parafia rzymskokatolicka należąca do dekanatu tłuszczańskiego, diecezji warszawsko-praskiej, metropolii warszawskiej. W parafii posługują księża diecezjalni. Proboszczem od 3 czerwca 2006 roku jest ks. kan. Jerzy Chyła.
Parafię erygował kard. Stefan Wyszyński 30 kwietnia 1957 roku. Kościół był budowany w latach 1976–1989, konsekrowany 4 maja 1995 roku przez bp. Stanisława Kędziorę.

## Zasięg parafii
W granicach parafii znajdują się miejscowości: Borucza, Franciszków, Jaźwie, Międzyleś, Międzypole, Pawłów, Szczepanek, Szlędaki.